# Am Vogelacker

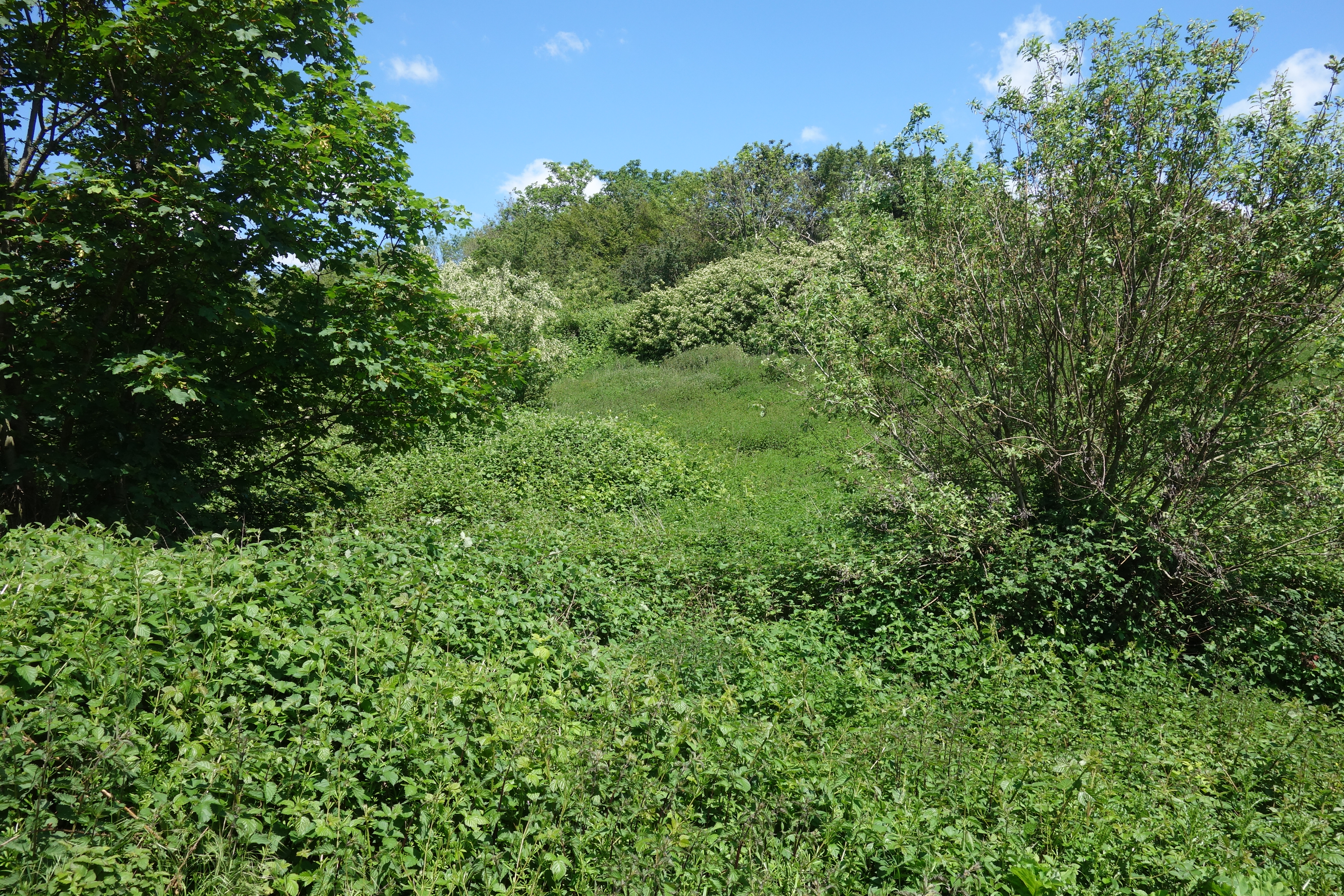
Blick von Südosten auf das Naturschutzgebiet Am Vogelacker

Die Kiesgrube Am Vogelacker ist ein 6,26 Hektar großes Naturschutzgebiet südlich des Kölner Stadtteils Immendorf. Das Gebiet besitzt eine sehr artenreiche Vegetation. Es ist als schutzwürdig eingestuft und seit 1991 als Naturschutzgebiet ausgewiesen.

## Beschreibung
Im Zentrum des Gebiets befinden sich einige kleine Stillgewässer mit Röhrichtsäumen und stellenweise auftretenden Armleuchteralgen, umgeben von Hochstaudenfluren, sandig-kiesigen Rohböden und kleineren Gebüschen. Die westlichen, nördlichen und östlichen Hänge sind mit Gebüschen bewachsen. Am Nordhang befinden sich noch offene Stellen mit Südexposition, wohingegen der Südrand komplett von einem angepflanzten Laubmischwald begrenzt wird.
Die regelmäßig durchgeführten Pflegemaßnahmen erhalten das Zentrum in einem guten Zustand. Regionale Bedeutung erlangt das Gebiet wegen des Vorkommens einiger Amphibien- und Vogelarten, die auf der Roten Liste stehen. Aus diesem Grunde sowie auch wegen seiner störungsarmen Lage zählt das Naturschutzgebiet Am Vogelacker im Biotopverbund der Kiesgruben um Köln zu einem der ökologisch wertvollsten im Vergleich zur Flächengröße.

## Flächenmäßige Verteilung der schutzwürdigen und gefährdeten Lebensraumtypen

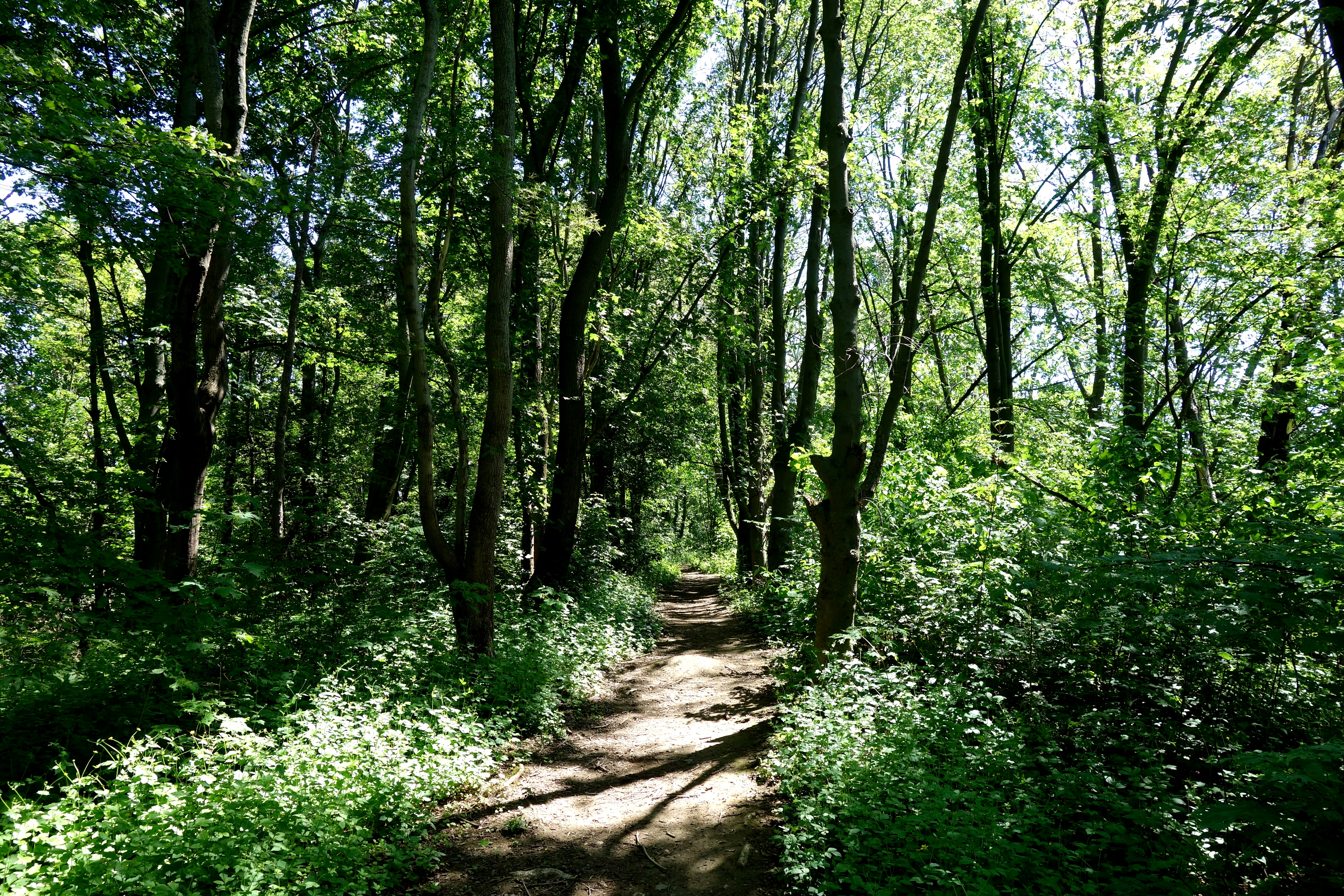
Baumgruppe im Gebietsinnern

Die nachfolgenden Lebensraumtypen sind im Gebiet vorzufinden.
Moor- und Bruchwälder (0,12 Hektar), Feldgehölze (nicht FFH-Lebensraumtypen) (0,58 Hektar), Flächige Gebüsche und Baumgruppen (0,35 Hektar), Gehölzstrukturen und Einzelbäume (1,48 Hektar), Riede und Röhrichte (nicht FFH-Lebensraumtypen) (0,07 Hektar), Stillgewässer (nicht FFH-Lebensraumtypen) (0,14 Hektar)

## Flächenmäßige Verteilung der Biotoptypen
Das Naturschutzgebiet umfasst im Wesentlichen die nachfolgenden geschützten Biotoptypen.
Laubmischwald einheimischer Arten (2,29 Hektar), Feldgehölze aus einheimischen Baumarten (0,87 Hektar), flächenhafte Hochstaudenfluren (0,08 Hektar), Schilfröhricht (0,07 ha), vegetationsarme Kies- und Schotterflächen (0,56 Hektar), stehende Kleingewässer (0,09 Hektar), periodisch auftretende Tümpel (0,06 Hektar) sowie diverse kleinere Flächen ohne Zuordnung.

## Vegetation
Gemessen an seiner vergleichsweise geringen Größe besitzt das Naturschutzgebiet Am Vogelacker eine sehr reiche Vielfalt an Pflanzenarten.
Folgende Arten sind hier beheimatet:
Acker-Gauchheil, Acker-Kratzdistel, Acker-Vergissmeinnicht, Amerikanische Balsam-Pappel, Asch-Weide, Berg-Ahorn, Blaugrüne Binse, Blauroter Hartriegel, Breitblättrige Stendelwurz, Breitblättriger Rohrkolben, Brombeere, Bruch-Weide, Büschel-Rose, Echte Nelkenwurz, Echtes Johanniskraut, Echtes Tausendgüldenkraut, Faulbaum, Feld-Ahorn, Flatter-Binse, Fliederspeer, Gänseblümchen, Gemeine Braunelle, Gemeine Nachtkerze, Gemeiner Windhalm, Gewöhnliche Eberesche, Gewöhnliche Kratzdistel, Gewöhnliche Schlehe, Gewöhnliche Sumpfbinse, Gewöhnliche Traubenkirsche, Gewöhnlicher Blutweiderich, Gewöhnlicher Glatthafer, Glockenblume, Greiskraut, Große Brennnessel, Kleinblütige Königskerze, Kleiner Klee, Kletten-Labkraut, Kohl-Gänsedistel, Korb-Weide, Krauser Ampfer, Kriechender Hahnenfuss, Land-Reitgras, Liguster, Pappel, Rauhaarige Wicke, Rose, Rotfrüchtige Zaunrübe, Sal-Weide, Sand-Birke, Sanddorn, Scheinzypergras-Segge, Schilf, Schlitzblättriger Storchschnabel, Schmalblättriger Rohrkolben, Schmalblättriges Greiskraut, Schwarzer Holunder, Schwimmendes Laichkraut, Silber-Pappel, Spätblühende Traubenkirsche, Süßkirsche, Täuschende Nachtkerze, Vogel-Wicke, Wald-Erdbeere, Weide, Weidenröschen, Wiesen-Knäuelgras, Wolliger Schneeball, Zwiebel-Binse